# Związek Narodowy Polaków w Estonii
Związek Narodowy Polaków w Estonii – stowarzyszenie Polaków w Estonii działające w latach 1930–1940 z siedzibą w Tallinnie; jego kontynuatorem jest Związek Polaków w Estonii.